# Kleine Sattelmuschel
Die Kleine Sattelmuschel (Heteranomia squamula) ist eine Muschel-Art aus der Familie der Sattelmuscheln (Anomiidae). Sie ist die Typusart und auch einzige Art der Gattung Heteranomia Winckworth, 1922. Sie ist im Nordatlantik verbreitet.

## Merkmale
Das ungleichklappige Gehäuse der Kleinen Sattelmuschel ist annähernd rundlich und misst bis 2,3 cm im Durchmesser. Sie ist durch Byssus mit der rechten Klappe nach unten an Hartsubstrat angeheftet. Der verkalkte Byssus tritt durch eine rundliche bis eiförmige Bucht in der rechten Klappe heraus. Die Gehäuseform ist variabel und wird auch durch den Untergrund bestimmt. Der Gehäuserand ist unregelmäßig, aber glatt. Der Wirbel liegt rückenseitig etwa in der Mitte, etwas vom Dorsalrand entfernt. Das Ligament liegt in einer halbmondförmigen Grube unter den Wirbeln. Die rechte, untere Klappe ist dünn und durchscheinend. Die Oberfläche der linken, oberen Klappe weist nur raue, dicht stehende radiale Linien auf, die stachlig ausgezogen sein können, aber auch fehlen können. Ansonsten dominieren die z. T. recht groben Anwachslinien. Die Schale ist grauweißlich mit einem rosa Hauch. Der Schlossrand ist gerade, das Schloss selber zahnlos. Die linke, obere Klappe weist (nur) zwei Muskeleindrücke auf, ein dorsaler, größerer Eindruck des Byssusretraktormuskels und direkt daneben ein kleinerer Eindruck des Schließmuskels. Die untere, rechte Klappe zeigt nur den (einen) Schließmuskeleindruck.

### Ähnliche Arten
Die Kleine Sattelmuschel hat in der linken Klappe zwei aneinander liegende Muskeleindrücke. Die Große Sattelmuschel (Monia patelliformis) hat zwar ebenfalls zwei Muskeleindrücke. Diese sind aber größer und deutlich voneinander getrennt. Außerdem dominieren bei der Großen Sattelmuschel die radialen Skulpturelemente. Die Sattelmuschel (Anomia ephippium) hat drei Muskeleindrücke in der linken Klappe.

## Geographische Verbreitung und Lebensraum
Die Art kommt im Nordatlantik von Nordnorwegen und Island bis nach Nordafrika vor. Sie dringt im Mittelmeer bis in die Ägäis vor.
Die Tiere leben mit dem Byssus angeheftet an Hartsubstrat, oft auch auf den Panzern von Krebsen vom Flachwasser bis in über 700 Meter Wassertiefe.

## Taxonomie
Das Taxon wurde 1758 von Carl von Linné als Anomia squamula aufgestellt. Es ist die Typusart und einzige Art der Gattung Heteranomia Winckworth, 1922.

## Belege

### Online
- Marine Bivalve Shells of the British Isles: Heteranomia squamula (Linnaeus, 1758)